# Rua Takeshita

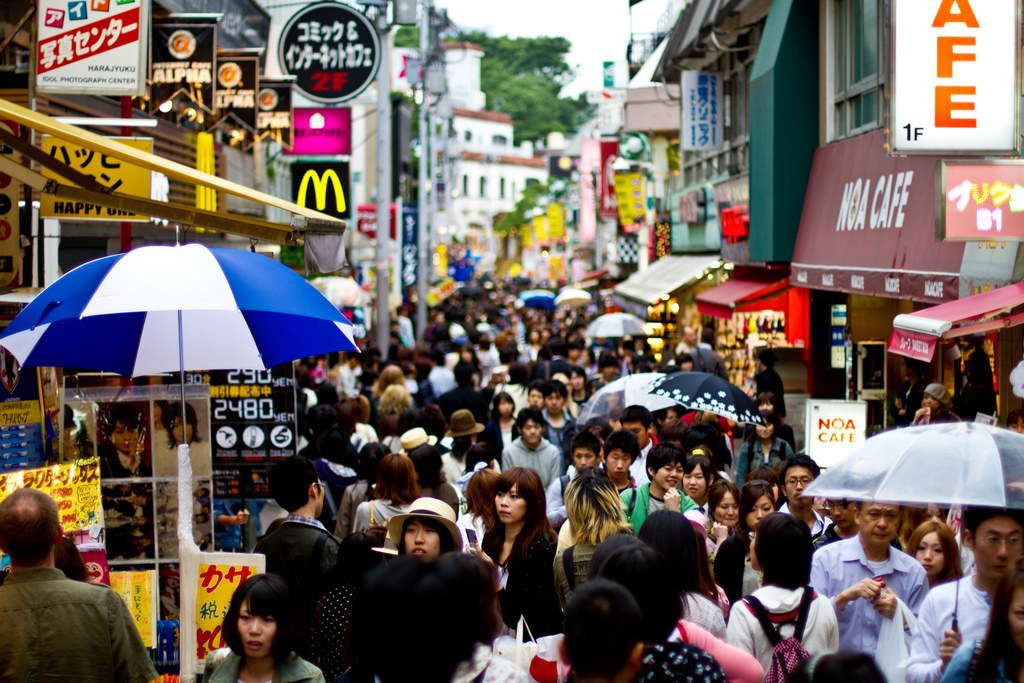
Dia movimentado da Rua Takeshita

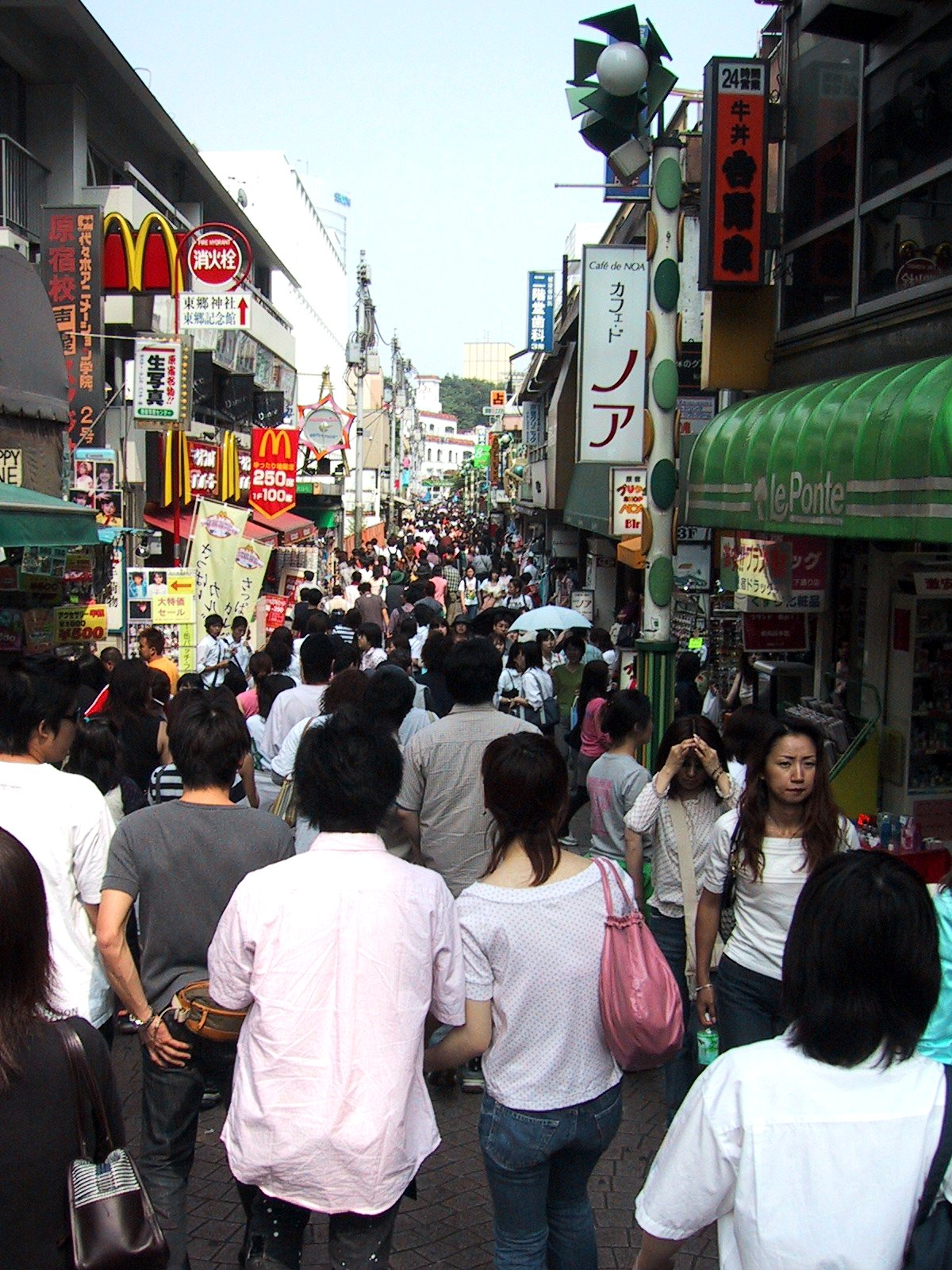
Um dia normal da Rua Takeshita em Harajuku

A Rua Takeshita (竹下通り, Takeshita-dōri) é uma rua apenas para pedestres repleta de butiques de moda, cafés e restaurantes em Harajuku, no bairro de Shibuya em Tóquio, Japão. As lojas que há em Takeshita incluem cadeias importantes, como The Body Shop, McDonald's e 7-Eleven, mas a maioria das empresas são pequenas lojas independentes que carregam uma variedade de estilos. As lojas nesta rua são muitas vezes consideradas como um "termômetro" para modismos mais amplos e alguns são conhecidos como "lojas de antena", que os fabricantes de sementes com protótipos usam para testes de marketing.
A Rua Takeshita era um lugar seguro para se comprar bens falsificados de marcas japonesas e estadunidenses no início dos anos 1990 até 2004. Desde 2004, uma posição mais forte do governo metropolitano de mercadoria falsificada levou à uma diminuição de tais itens que estão hoje disponíveis ao público.
Localizado em frente da saída da Estação de Harajuku e a alguns metros da famosa avenida Omotesandō, a Rua Takeshita é muito popular entre jovens e adolescentes, particularmente para aqueles que visitam Tóquio em excursões escolares ou locais de compras, principalmente para pequenas jovens "cute" nos fins de semana.